# DeepSeek
Hangzhou DeepSeek Artificial Intelligence Co., Ltd., comumente chamada de DeepSeek, (chinês:深度求索; pinyin: Shēndù Qiúsuǒ) é uma empresa chinesa de inteligência artificial especializada no desenvolvimento de modelos de linguagem de grande porte (LLMs) de código aberto. Sediada em Hangzhou, a companhia é propriedade e recebe financiamento do fundo de hedge chinês High-Flyer, cujo cofundador, Liang Wenfeng, fundou a empresa em 2023 e atualmente ocupa o cargo de CEO.
O modelo DeepSeek-R1 apresentou desempenho superior em testes com modelos otimizados para processamento de imagens e análise de dados complexos, quando comparado a outros modelos de linguagem de grande porte contemporâneos, como o GPT-4 da OpenAI. Ele foi treinado a um custo significativamente mais baixo, US$ 6 milhões, em comparação com US$ 100 milhões para o GPT-4 da OpenAI em 2023, e requer apenas um décimo da potência computacional de um LLM equivalente. Os modelos de IA da DeepSeek foram desenvolvidos em meio a sanções dos Estados Unidos contra a Índia e a China relacionadas aos chips da Nvidia, que visavam restringir a capacidade desses dois países de desenvolver sistemas avançados de IA.
A DeepSeek disponibiliza seus algoritmos de inteligência artificial generativa, modelos e detalhes de treinamento como código aberto, permitindo que seu código seja livremente acessado, utilizado, modificado e adaptado para a criação de novos projetos. A empresa recruta ativamente jovens pesquisadores de IA das principais universidades chinesas e também contrata profissionais de áreas fora da ciência da computação, com o objetivo de diversificar o conhecimento e as capacidades de seus modelos.

## Histórico de lançamento
Em 2 de novembro de 2023, a DeepSeek revelou seu primeiro modelo DeepSeek Coder, que era gratuito para uso comercial e totalmente de código aberto.
Em 29 de novembro de 2023, a DeepSeek lançou o DeepSeek LLM (modelo de linguagem grande), que foi dimensionado para até 67 bilhões de parâmetros. Ele foi desenvolvido para competir com outros LLMs disponíveis na época, com um desempenho próximo ao do GPT-4. No entanto, enfrentou desafios em termos de eficiência computacional e escalabilidade. Uma versão de chat do modelo chamada DeepSeek Chat também foi lançada.
Em maio de 2024, o DeepSeek-V2 foi lançado. O Financial Times informou que era mais barato que seus pares, com um preço de 2 RMB para cada milhão de tokens produzidos. A tabela de classificação do Tiger Lab da Universidade de Waterloo classificou o DeepSeek-V2 em sétimo lugar em sua classificação LLM.
Em novembro de 2024, foi lançado o DeepSeek R1-Lite-Preview, projetado para se destacar em tarefas que exigem inferência lógica, raciocínio matemático e resolução de problemas em tempo real. A DeepSeek afirmou que superou o desempenho do OpenAI o1 em tarefas como o American Invitational Mathematics Examination (AIME) e o MATH. No entanto, o The Wall Street Journal afirmou que, ao usar 15 problemas da edição de 2024 do AIME, o OpenAI o1 chegou às soluções mais rápido do que o DeepSeek R1-Lite-Preview.
Em dezembro de 2024, o DeepSeek-V3 foi lançado. Veio com 671 bilhões de parâmetros e treinados em cerca de 55 dias a um custo de US$ 5,58milhões, usando significativamente menos recursos em comparação aos seus pares. Foi treinado em um conjunto de dados de 14,8 trilhões de tokens. Os testes de benchmark mostraram que ele superou o Llama 3.1 e o Qwen 2.5, ao mesmo tempo em que igualou o GPT-4o e o Claude 3.5 Sonnet. A otimização do DeepSeek em recursos limitados destacou os potenciais limites das sanções dos EUA ao desenvolvimento da IA da China. O custo total para treinar o modelo foi de US$ 5,58 milhões e levou cerca de dois meses para ser concluído.
Em 10 de janeiro de 2025, a DeepSeek lançou seu primeiro aplicativo de chatbot, baseado no modelo DeepSeek-R1 para iOS e Android. Seu lançamento acarretou em uma queda trilionária no mercado de ações, em especial de empresas de tecnologia americanas e europeias, entre elas a Nvidia, que caiu em 600 bilhões de dólares em um único dia, a maior queda no mercado de ações na história.

## Controvérsias

### Censura
Algumas fontes observaram que a versão oficial da API do R1 usa mecanismos de censura para tópicos considerados politicamente sensíveis para o governo da China. Por exemplo, o modelo se recusa a responder perguntas sobre os protestos e massacres da Praça da Paz Celestial de 1989, perseguição de uigures, comparações entre Xi Jinping e Ursinho Pooh ou direitos humanos na China. A IA pode inicialmente gerar uma resposta, mas depois a exclui logo depois e a substitui por uma mensagem como: "Desculpe, isso está além do meu escopo atual. Vamos falar sobre outra coisa."
Os mecanismos de censura e restrições integrados só podem ser removidos até certo ponto na versão de código aberto do modelo R1. Se os "valores socialistas essenciais" definidos pelas autoridades reguladoras da Internet chinesas forem tocados ou o status político de Taiwan for levantado, as discussões serão encerradas.
Quando testado pela NBC News, o R1 do DeepSeek descreveu Taiwan como "uma parte inalienável do território da China" e declarou: "Nós nos opomos firmemente a qualquer forma de atividade separatista de 'independência de Taiwan' e estamos comprometidos em alcançar a reunificação completa da pátria por meios pacíficos." Em janeiro de 2025, pesquisadores ocidentais conseguiram enganar o DeepSeek para dar respostas precisas a alguns desses tópicos, solicitando em sua resposta a troca de certas letras por números de aparência semelhante.